# Johan Ellefsen (arkitekt)

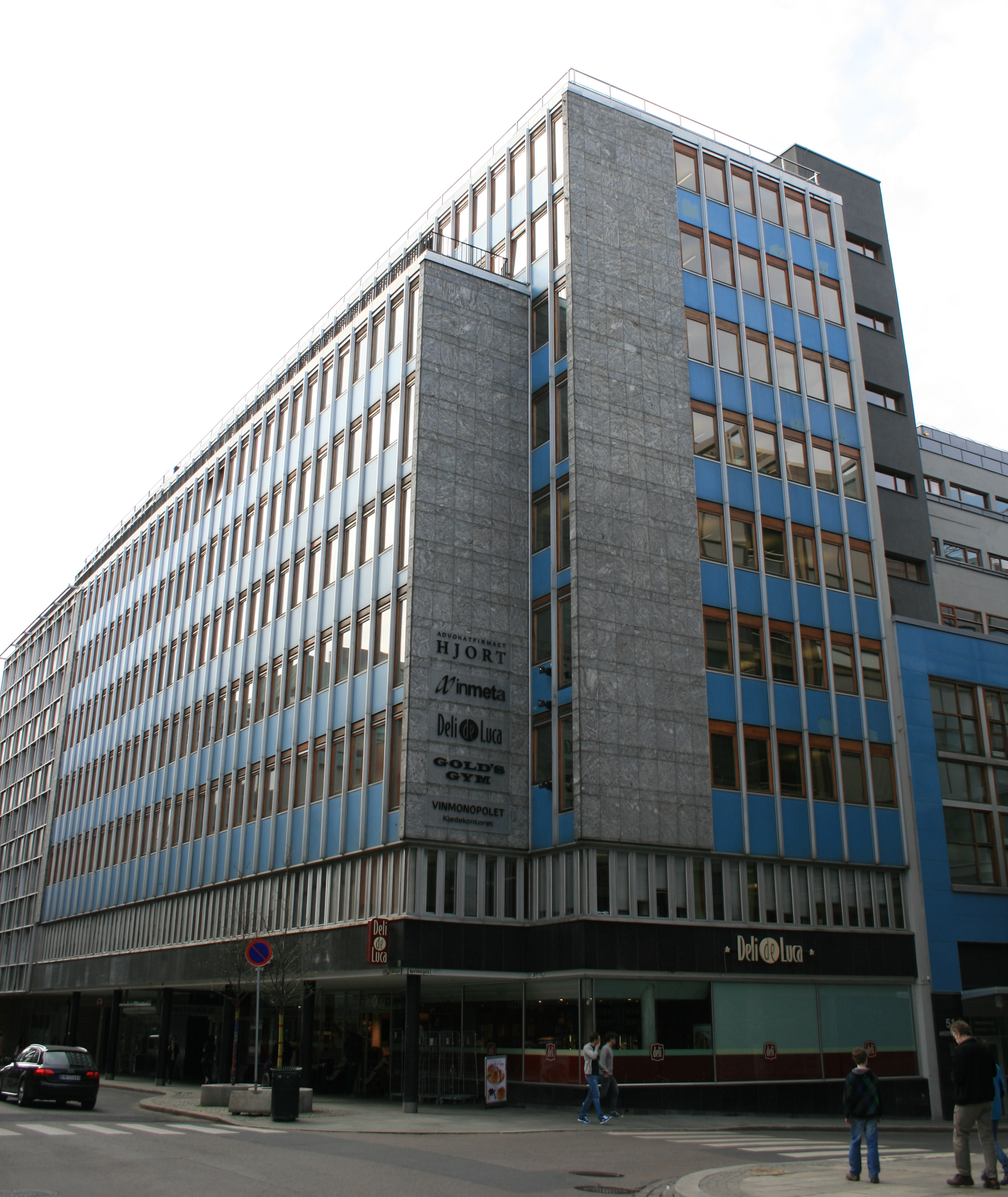
Aftenpostens nya byggnad i Oslo, ritad av Johan Ellefsen tillsammans med Finn Bryn.

Johan Fredrik Ellefsen, född 20 september 1895 i Bærum, död 26 februari 1969 i Oslo, var en norsk modernistisk arkitekt. 
En föreläsning som han genomförde 1927 inför Oslo Arkitektforening har i efterhand i Norge ansetts utgöra ett modernistiskt manifest. Hans synsätt på arkitekturen påminner mycket om Le Corbusiers fem punkter. Hans projekt vann priser: först 1926 för husen på Blindern, sedan för projektet Marienlyst och tidningen Aftenpostens nya byggnad.
Efter examen från NTH i Trondheim 1916 arbetade han hos Arnstein Arneberg i Kristiania och Georg Greve i Bergen, innan han 1922-40 ingick ett samarbete med Finn Bryn som han delade kontor med.
Efter andra världskriget uteslöts Ellefsen från Norske arkitekters landsforbund under ett års tid fram tills den 1 januari 1947. Detta eftersom han ansågs skyldig till att, indirekt eller direkt, ha arbetat för tyskarna eller för Nasjonal Samling.  Från 1945 arbetade han mestadels för Oslo kommun där han utformade detaljplaner, bland annat den för stadsdelen Vaterland 1954.

## Priser
- Henrichsens legat 1926
- Houens fonds diplom, tillsammans med Finn Bryn 1937 för den första delen av universitetsbyggnaden på Blindern
- Houens fonds diplom, tillsammans med Finn Bryn 1938 för Aftenpostens nya byggnad på Apotekergata 6, Oslo